# Piotr Plewnia
Piotr Plewnia  (ur. 29 maja 1977 w Opolu) – polski piłkarz grający na pozycji obrońcy, trener, były szkoleniowiec Odry Opole, oraz Chrobrego Głogów.

## Kariera piłkarska
Plewnia jest wychowankiem Odry Opole, grał w niej do 1997. W latach 1997–2006 występował również w GKS Katowice (debiut w ekstraklasie 22 listopada 1997), Skalniku Tarnów Opolski, Tłokach Gorzyce, Polonii Warszawa i Widzewie Łódź.
Pod koniec 2003 był w sferze zainteresowań Legii Warszawa, jednak ostatecznie do transferu nie doszło.
Od 2007 był zawodnikiem Polonii Bytom, z którą awansował do ekstraklasy. Po rundzie jesiennej odszedł do GKS Katowice.
W 2012 powrócił do Odry Opole i wkrótce potem zakończył karierę zawodniczą.

## Kariera trenerska
W 2013 był trenerem juniorów młodszych GKS Katowice. Od grudnia 2013 był drugim trenerem Odry Opole. Od 2023 jest trenerem Chrobry Głogów.